# Llista de monuments del Berguedà
Llista de monuments del Berguedà inclosos en l'Inventari del Patrimoni Arquitectònic Català. Inclou els inscrits en el Registre de Béns Culturals d'Interès Nacional (BCIN) amb la classificació de monuments històrics, els Béns Culturals d'Interès Local (BCIL) de caràcter immoble i la resta de béns arquitectònics integrants del patrimoni cultural català.

## Avià
Vegeu la llista de monuments d'Avià

## Bagà
| Monument                                                                                       | Protecció   | Estil/època                                | Localització                                      | Coordenades                                          | Codi?         | Imatge |
| ---------------------------------------------------------------------------------------------- | ----------- | ------------------------------------------ | ------------------------------------------------- | ---------------------------------------------------- | ------------- | --- |
| El Palau, o Castell de Bagà                                                                    | BCIN 497-MH | Barroc, neoclassicisme XVIII-XIX           | Bagà Pujada del Palau, 7                          | 42° 15′ 12″ N, 1° 51′ 40″ E / 42.253394°N,1.861108°E | RI-51-0005193 | El Palau (Bagà) · Vegeu més fotos d'aquest monument · Carregueu una nova foto d'aquest monument                             |
| Muralles de Bagà                                                                               | BCIN 498-MH | XIII-XIV                                   | Bagà                                              | 42° 15′ 12″ N, 1° 51′ 36″ E / 42.253266°N,1.860106°E | RI-51-0005194 | Muralles de Bagà · Vegeu més fotos d'aquest monument · Carregueu una nova foto d'aquest monument                            |
| Carrer del Palau                                                                               |             | Obra popular XIII-XVII                     | Bagà                                              | 42° 15′ 11″ N, 1° 51′ 39″ E / 42.253017°N,1.860816°E | IPA-2980      | Carrer del Palau (Bagà) · Vegeu més fotos d'aquest monument · Carregueu una nova foto d'aquest monument                     |
| Carrer Major                                                                                   |             | Obra popular XIII-XX                       | Bagà C. Major                                     | 42° 15′ 10″ N, 1° 51′ 40″ E / 42.252722°N,1.861039°E | IPA-2981      | Carrer Major (Bagà) · Vegeu més fotos d'aquest monument · Carregueu una nova foto d'aquest monument                         |
| Plaça Major, o plaça Galceran de Pinós                                                         |             | Obra popular, gòtic tardà XIII-XX          | Bagà                                              | 42° 15′ 10″ N, 1° 51′ 38″ E / 42.252762°N,1.860481°E | IPA-2982      | Plaça Major (Bagà) · Vegeu més fotos d'aquest monument · Carregueu una nova foto d'aquest monument                          |
| Pou de glaç de Bagà                                                                            |             | Obra popular XVII, XIX                     | Bagà Riu Bastareny, als Cells                     | 42° 15′ 07″ N, 1° 51′ 30″ E / 42.252019°N,1.858276°E | IPA-3003      | Carregueu una nova foto d'aquest monument                                                                                   |
| Pont de la Vila, Pont Vell, Pont del Camp de la Vila, Pont del Molí, Pont de l'Oratori         |             | Gòtic, obra popular XIV-XV                 | Bagà Camí del Cementiri                           | 42° 15′ 07″ N, 1° 51′ 40″ E / 42.25184°N,1.861079°E  | IPA-3007      | Pont de la Vila (Bagà) · Vegeu més fotos d'aquest monument · Carregueu una nova foto d'aquest monument                      |
| Església parroquial de Sant Esteve de Bagà                                                     |             | Romànic, gòtic XIV                         | Bagà Pl. de l'Església, pl. de Mn. Serra i Vilaró | 42° 15′ 09″ N, 1° 51′ 43″ E / 42.252363°N,1.86204°E  | IPA-3052      | Església parroquial de Sant Esteve de Bagà · Vegeu més fotos d'aquest monument · Carregueu una nova foto d'aquest monument  |
| Pont de Dues Sorors, o Pont de Sant Llorenç, Pont de Terradelles                               |             | Obra popular, gòtic XIV                    | Bagà Terradelles, sobre el riu Bastareny          | 42° 14′ 22″ N, 1° 52′ 22″ E / 42.239429°N,1.872816°E | IPA-3053      | Carregueu una nova foto d'aquest monument                                                                                   |
| Pont de Riugrèixer (de Baix)                                                                   |             | Obra popular XX                            | Bagà Sobre el riu Grèixer                         | 42° 15′ 26″ N, 1° 50′ 52″ E / 42.257173°N,1.847907°E | IPA-36894     | Pont de Riugrèixer (Bagà) · Vegeu més fotos d'aquest monument · Carregueu una nova foto d'aquest monument                   |
| Pont de Riugrèixer (de Dalt)                                                                   |             | Obra popular Medieval                      | Bagà Sobre el riu Grèixer                         | 42° 16′ 19″ N, 1° 51′ 03″ E / 42.271850°N,1.850776°E | IPA-36895     | Pont de Riugrèixer (Bagà) · Vegeu més fotos d'aquest monument · Carregueu una nova foto d'aquest monument                   |
| Pont de Vilella, o Pont del Roser                                                              |             | Obra popular Medieval                      | Bagà Sobre el torrent de la Creu                  | 42° 15′ 00″ N, 1° 51′ 57″ E / 42.250077°N,1.865826°E | IPA-36896     | Pont de Vilella (Bagà) · Vegeu més fotos d'aquest monument · Carregueu una nova foto d'aquest monument                      |
| Masia Quer, o el Quer                                                                          |             | Obra popular XVIII                         | Bagà Pista de Bagà a l'Avellanet i al Quer        | 42° 14′ 48″ N, 1° 50′ 43″ E / 42.246557°N,1.845186°E | IPA-3006      | Masia Quer (Bagà) · Vegeu més fotos d'aquest monument · Carregueu una nova foto d'aquest monument                           |
| Santuari de la Mare de Déu de Paller, Santuari del Paller de Baix o Santa Maria dels Banyadors |             | Barroc, obra popular XVIII                 | Bagà Capçalera del torrent de Paller              | 42° 16′ 01″ N, 1° 52′ 33″ E / 42.26689°N,1.875759°E  | IPA-3000      | Santuari de la Mare de Déu de Paller (Bagà) · Vegeu més fotos d'aquest monument · Carregueu una nova foto d'aquest monument |
| Església de Sant Joan d'Avellanet, o Sant Joan de l'Avellanet                                  |             | Romànic XII                                | Bagà Roca Tiraval, pista de Bagà a Gisclareny     | 42° 15′ 40″ N, 1° 50′ 06″ E / 42.261081°N,1.835137°E | IPA-2999      | Església de Sant Joan d'Avellanet (Bagà) · Vegeu més fotos d'aquest monument · Carregueu una nova foto d'aquest monument    |
| Casa Solanell                                                                                  |             | Obra popular, gòtic-renaixement XVI, XVIII | Bagà Pl. Galceran de Pinós, 24                    | 42° 15′ 09″ N, 1° 51′ 38″ E / 42.252637°N,1.860677°E | IPA-3004      | Casa Solanell (Bagà) · Vegeu més fotos d'aquest monument · Carregueu una nova foto d'aquest monument                        |
| Capella de Santa Fe de Quer                                                                    |             | Obra popular XVIII                         | Bagà Roca Tiraval, a la collada de Turbians       | 42° 14′ 47″ N, 1° 50′ 57″ E / 42.246327°N,1.849263°E | IPA-3005      | Carregueu una nova foto d'aquest monument                                                                                   |

## Berga
Vegeu la llista de monuments de Berga

## Borredà
Vegeu la llista de monuments de Borredà

## Capolat
| Monument                                                                   | Protecció | Estil/època                | Localització                                                          | Coordenades                                          | Codi?    | Imatge |
| -------------------------------------------------------------------------- | --------- | -------------------------- | --------------------------------------------------------------------- | ---------------------------------------------------- | -------- | --- |
| Santuari dels Tossals                                                      | BCIL 2014 | Obra popular XVIII         | Capolat Ctra. Berga - St. Llorenç de Morunys, pista a l'esquerra      | 42° 05′ 19″ N, 1° 45′ 14″ E / 42.088540°N,1.753871°E | IPA-3111 | Santuari dels Tossals (Capolat) · Vegeu més fotos d'aquest monument · Carregueu una nova foto d'aquest monument                 |
| Església de Sant Martí de Capolat                                          |           | Barroc, obra popular XVIII | Capolat Ctra. Berga - St. Llorenç de Morunys, km 11,5 pista a l'esq.  | 42° 04′ 41″ N, 1° 45′ 11″ E / 42.078165°N,1.753053°E | IPA-3112 | Església de Sant Martí de Capolat (Capolat) · Vegeu més fotos d'aquest monument · Carregueu una nova foto d'aquest monument     |
| Església de Sant Andreu de la Serreta                                      | BCIL 2014 | Romànic XI-XII, XVIII      | Capolat Ctra. Berga - Sant Llorenç de Morunys, km 9, pista a l'esq.   | 42° 05′ 14″ N, 1° 46′ 54″ E / 42.087270°N,1.781609°E | IPA-3115 | Església de Sant Andreu de la Serreta (Capolat) · Vegeu més fotos d'aquest monument · Carregueu una nova foto d'aquest monument |
| Església de Sant Quintí de Taravil, o Casa de Casòliba                     |           | Obra popular XVII-XVIII    | Capolat Ctra. Berga - Sant Llorenç de Morunys, km 11,5 pista a l'esq. | 42° 04′ 46″ N, 1° 42′ 59″ E / 42.079502°N,1.716317°E | IPA-3116 | Església de Sant Quintí de Taravil (Capolat) · Vegeu més fotos d'aquest monument · Carregueu una nova foto d'aquest monument    |
| Sant Salvador de Mata, o Monestir de Sant Salvador de la Mata o de Capolat |           | Preromànic IX-X            | Capolat Ctra. Berga - St. Llorenç de Morunys, pista a l'esq.          | 42° 03′ 42″ N, 1° 46′ 55″ E / 42.061582°N,1.781858°E | IPA-3118 | Carregueu una nova foto d'aquest monument                                                                                       |
| Església de Sant Serni de Terrers, o de la Torre o de Torrers              |           | Romànic XII                | Capolat Ctra. Berga - St. Llorenç de Morunys, km 17 a la dreta        | 42° 06′ 29″ N, 1° 43′ 48″ E / 42.107940°N,1.730091°E | IPA-3119 | Església de Sant Serni de Terrers (Capolat) · Vegeu més fotos d'aquest monument · Carregueu una nova foto d'aquest monument     |
| Masia de Terrers                                                           |           | Obra popular XVII          | Capolat Passada la Mina en direcció a l'Aiguadora, pista              | 42° 06′ 28″ N, 1° 43′ 47″ E / 42.107905°N,1.729807°E | IPA-3121 | Masia de Terrers (Capolat) · Vegeu més fotos d'aquest monument · Carregueu una nova foto d'aquest monument                      |
| Molí de Terrers                                                            |           | Obra popular XVIII         | Capolat Vall de Lord, al peu del rierol del Coll de Jouet             | 42° 06′ 17″ N, 1° 43′ 52″ E / 42.104732°N,1.731177°E | IPA-3122 | Molí de Terrers (Capolat) · Vegeu més fotos d'aquest monument · Carregueu una nova foto d'aquest monument                       |
| Església de Sant Martí i conjunt, o Església Coforb                        |           | Obra popular XIX           | Capolat Ctra. Berga - St. Llorenç de Morunys, km 5,5 pista            | 42° 05′ 28″ N, 1° 47′ 32″ E / 42.091075°N,1.792225°E | IPA-3123 | Església de Sant Martí i conjunt (Capolat) · Vegeu més fotos d'aquest monument · Carregueu una nova foto d'aquest monument      |
| Mas el Puig                                                                |           | Obra popular XVII-XVIII    | Capolat                                                               | 42° 04′ 13″ N, 1° 44′ 51″ E / 42.070179°N,1.747491°E | IPA-3124 | El Puig (Capolat) · Vegeu més fotos d'aquest monument · Carregueu una nova foto d'aquest monument                               |
| Masia Tresserra                                                            |           | Obra popular XVIII         | Capolat                                                               | 42° 04′ 57″ N, 1° 43′ 47″ E / 42.082366°N,1.729619°E | IPA-3125 | Masia Tresserra (Capolat) · Vegeu més fotos d'aquest monument · Carregueu una nova foto d'aquest monument                       |

## Casserres
Vegeu la Llista de monuments de Casserres

## Castell de l'Areny
| Monument                                      | Protecció | Estil/època                   | Localització                                                 | Coordenades                                          | Codi?    | Imatge |
| --------------------------------------------- | --------- | ----------------------------- | ------------------------------------------------------------ | ---------------------------------------------------- | -------- | --- |
| Església de Sant Vicenç de Castell de l'Areny |           | Romànic, barroc XI-XII, XVIII | Castell de l'Areny                                           | 42° 10′ 23″ N, 1° 56′ 42″ E / 42.173166°N,1.945101°E | IPA-3129 | Església de Sant Vicenç de Castell de l'Areny · Vegeu més fotos d'aquest monument · Carregueu una nova foto d'aquest monument          |
| Masia Comelles                                |           | Obra popular XV-XVII          | Castell de l'Areny Ctra. Vilada - St. Romà de la Clusa, km 4 | 42° 09′ 38″ N, 1° 55′ 42″ E / 42.160464°N,1.928232°E | IPA-3134 | Carregueu una nova foto d'aquest monument                                                                                              |
| Masia la Clota o Clot                         |           | Obra popular XVII             | Castell de l'Areny Camí a Sant Romà de la Clusa              | 42° 10′ 50″ N, 1° 55′ 39″ E / 42.180483°N,1.927621°E | IPA-3135 | Carregueu una nova foto d'aquest monument                                                                                              |
| Masia Soldevila                               |           | Obra popular XVII             | Castell de l'Areny                                           | 42° 10′ 22″ N, 1° 57′ 46″ E / 42.172759°N,1.962760°E | IPA-3137 | Carregueu una nova foto d'aquest monument                                                                                              |
| Masia Camprubí o Camp-rubí                    |           | Obra popular XVII-XVIII       | Castell de l'Areny                                           | 42° 10′ 38″ N, 1° 58′ 04″ E / 42.177104°N,1.967708°E | IPA-3138 | Carregueu una nova foto d'aquest monument                                                                                              |
| Masia les Cases                               |           | Obra popular XVI-XVIII        | Castell de l'Areny                                           | 42° 10′ 33″ N, 1° 56′ 48″ E / 42.175867°N,1.946557°E | IPA-3139 | Carregueu una nova foto d'aquest monument                                                                                              |
| Cal Tener o Cal Tena                          |           | Obra popular XVII-XVIII       | Castell de l'Areny                                           | 42° 09′ 24″ N, 1° 56′ 53″ E / 42.156653°N,1.948038°E | IPA-3141 | Carregueu una nova foto d'aquest monument                                                                                              |
| El Pla de l'Orri                              |           | Obra popular XVIII, XX        | Castell de l'Areny La Clusa-Catllaràs                        | 42° 11′ 47″ N, 1° 56′ 47″ E / 42.196478°N,1.946506°E | IPA-3145 | Carregueu una nova foto d'aquest monument                                                                                              |
| Molí del Joan, de Cal Tena o Molí del Puig    |           | Obra popular XVIII            | Castell de l'Areny La Ribera de Castell                      | 42° 09′ 22″ N, 1° 56′ 51″ E / 42.156239°N,1.947415°E | IPA-3142 | Carregueu una nova foto d'aquest monument                                                                                              |
| Molí del Forat, o Molí del Pla dels Monjos    |           | Obra popular XVIII            | Castell de l'Areny La Ribera de Castell                      | 42° 09′ 21″ N, 1° 57′ 09″ E / 42.155809°N,1.952600°E | IPA-3144 | Carregueu una nova foto d'aquest monument                                                                                              |
| La Rota                                       |           | Obra popular XVII             | Castell de l'Areny Camí de Castell de l'Areny a Camprubí     | 42° 10′ 36″ N, 1° 57′ 38″ E / 42.176669°N,1.960641°E | IPA-3136 | Carregueu una nova foto d'aquest monument                                                                                              |
| Església de Sant Romà de la Clusa             |           | Romànic XII                   | Castell de l'Areny Sant Romà de la Clusa                     | 42° 11′ 14″ N, 1° 56′ 07″ E / 42.187222°N,1.935291°E | IPA-3131 | Església de Sant Romà de la Clusa (Castell de l'Areny) · Vegeu més fotos d'aquest monument · Carregueu una nova foto d'aquest monument |
| Masia de Sant Romà de la Clusa                |           | Obra popular XVII-XVIII       | Castell de l'Areny Sant Romà de la Clusa                     | 42° 11′ 14″ N, 1° 56′ 09″ E / 42.187102°N,1.935947°E | IPA-3132 | Carregueu una nova foto d'aquest monument                                                                                              |
| Molí de la Clusa o de Sant Romà               |           | Obra popular XVII-XVIII       | Castell de l'Areny Sant Romà de la Clusa                     | 42° 11′ 18″ N, 1° 56′ 15″ E / 42.188453°N,1.937475°E | IPA-3133 | Carregueu una nova foto d'aquest monument                                                                                              |

## Castellar de n'Hug
| Monument                                                                              | Protecció    | Estil/època             | Localització                                                        | Coordenades                                          | Codi?         | Imatge |
| ------------------------------------------------------------------------------------- | ------------ | ----------------------- | ------------------------------------------------------------------- | ---------------------------------------------------- | ------------- | --- |
| Castell de Castellar, o Cal Tòfol                                                     | BCIN 632-MH  | Medieval                | Castellar de n'Hug C. del Castell                                   | 42° 17′ 00″ N, 2° 00′ 58″ E / 42.283219°N,2.016154°E | RI-51-0005240 | Castell de Castellar (Castellar de n'Hug) · Vegeu més fotos d'aquest monument · Carregueu una nova foto d'aquest monument                             |
| Antiga fàbrica de Ciment Asland al Clot del Moro, o fàbrica i xalet del Clot del Moro | BCIN 3832-MH | Modernisme XX           | Castellar de n'Hug Clot del Moro, ctra. de la Pobla de Lillet, km 8 | 42° 15′ 38″ N, 1° 58′ 42″ E / 42.260495°N,1.978291°E | RI-51-0011355 | Antiga fàbrica de ciment Asland al Clot del Moro (Castellar de n'Hug) · Vegeu més fotos d'aquest monument · Carregueu una nova foto d'aquest monument |
| Carrer de Dalt                                                                        |              | Obra popular XVIII-XIX  | Castellar de n'Hug C. de Dalt                                       | 42° 16′ 59″ N, 2° 00′ 58″ E / 42.283066°N,2.016105°E | IPA-3250      | Carrer de Dalt (Castellar de n'Hug) · Vegeu més fotos d'aquest monument · Carregueu una nova foto d'aquest monument                                   |
| Església parroquial de Santa Maria                                                    |              | Romànic XII, XVII-XVIII | Castellar de n'Hug Pl. de l'Església                                | 42° 16′ 59″ N, 2° 01′ 02″ E / 42.283030°N,2.017218°E | IPA-3253      | Església parroquial de Santa Maria (Castellar de n'Hug) · Vegeu més fotos d'aquest monument · Carregueu una nova foto d'aquest monument               |
| Església de Sant Joan de Cornudell, o de Cornudella                                   |              | Romànic XI-XII          | Castellar de n'Hug Cornudell, ctra. al Pla d'Anella, km 4,5         | 42° 16′ 52″ N, 2° 02′ 17″ E / 42.281022°N,2.038019°E | IPA-3256      | Església de Sant Joan de Cornudell (Castellar de n'Hug) · Vegeu més fotos d'aquest monument · Carregueu una nova foto d'aquest monument               |
| Església de Sant Vicenç de Rus, o de Sant Vicenç d'Herols                             |              | Romànic, gòtic XI-XII   | Castellar de n'Hug Rus, ctra. de la Pobla de Lillet, km 6           | 42° 16′ 26″ N, 1° 59′ 33″ E / 42.273940°N,1.992584°E | IPA-3264      | Església de Sant Vicenç de Rus (Castellar de n'Hug) · Vegeu més fotos d'aquest monument · Carregueu una nova foto d'aquest monument                   |
| Capella del Clot del Moro, o Capella de Sant Jaume                                    |              | Historicisme XX         | Castellar de n'Hug Clot del Moro                                    | 42° 15′ 42″ N, 1° 58′ 48″ E / 42.261697°N,1.980043°E | IPA-3267      | Carregueu una nova foto d'aquest monument |
| Xalet del Clot del Moro, o Torre Clot del Moro                                        |              | Modernisme XX           | Castellar de n'Hug Clot del Moro                                    | 42° 15′ 41″ N, 1° 58′ 49″ E / 42.261350°N,1.980245°E | IPA-3268      | Xalet del Clot del Moro (Castellar de n'Hug) · Vegeu més fotos d'aquest monument · Carregueu una nova foto d'aquest monument                          |
| Ca l'Orriols                                                                          |              | Obra popular XVII-XVIII | Castellar de n'Hug Camí a les Fonts del Llobregat                   | 42° 16′ 56″ N, 2° 00′ 31″ E / 42.282150°N,2.008560°E | IPA-3269      | Ca l'Orriols (Castellar de n'Hug) · Vegeu més fotos d'aquest monument · Carregueu una nova foto d'aquest monument                                     |
| Molí d'Orriols                                                                        |              | Obra popular XVII-XVIII | Castellar de n'Hug Camí de les Fonts del Llobregat                  | 42° 16′ 54″ N, 2° 00′ 44″ E / 42.281622°N,2.012167°E | IPA-3270      | Molí d'Orriols (Castellar de n'Hug) · Vegeu més fotos d'aquest monument · Carregueu una nova foto d'aquest monument                                   |
| Pont de la Farga Vella, o Pont del Salt de la Farga Vella                             |              | Obra popular XIV-XV     | Castellar de n'Hug La Farga Vella                                   | 42° 16′ 43″ N, 2° 00′ 16″ E / 42.278717°N,2.004524°E | IPA-3271      | Pont de la Farga Vella (Castellar de n'Hug) · Vegeu més fotos d'aquest monument · Carregueu una nova foto d'aquest monument                           |
| Casa de Rus                                                                           |              | Obra popular            | Castellar de n'Hug Rus                                              | 42° 16′ 44″ N, 1° 58′ 21″ E / 42.278906°N,1.972440°E | IPA-3272      | Carregueu una nova foto d'aquest monument |
| Museu del Pastor                                                                      | BCIL 2001    | Obra popular            | Castellar de n'Hug                                                  | 42° 16′ 59″ N, 2° 00′ 56″ E / 42.283133°N,2.015616°E | IPA-19846     | Museu del Pastor (Castellar de n'Hug) · Vegeu més fotos d'aquest monument · Carregueu una nova foto d'aquest monument                                 |
| Pont del Molí d'Orriols                                                               |              | Obra popular            | Castellar de n'Hug Sobre el riu Llobregat                           | 42° 16′ 54″ N, 2° 00′ 43″ E / 42.281535°N,2.012002°E | IPA-36899     | Pont del Molí d'Orriols (Castellar de n'Hug) · Vegeu més fotos d'aquest monument · Carregueu una nova foto d'aquest monument                          |

## Castellar del Riu
| Monument                                              | Protecció   | Estil/època                          | Localització                                             | Coordenades                                          | Codi?         | Imatge |
| ----------------------------------------------------- | ----------- | ------------------------------------ | -------------------------------------------------------- | ---------------------------------------------------- | ------------- | --- |
| Castell d'Espinalbet                                  | BCIN 629-MH | Medieval                             | Castellar del Riu Espinalbet                             | 42° 07′ 07″ N, 1° 48′ 30″ E / 42.118581°N,1.808421°E | RI-51-0005241 | Castell d'Espinalbet (Castellar del Riu) · Vegeu més fotos d'aquest monument · Carregueu una nova foto d'aquest monument                               |
| Conjunt d'Espinalbet                                  |             | Obra popular XII                     | Castellar del Riu Espinalbet                             | 42° 07′ 08″ N, 1° 48′ 29″ E / 42.118859°N,1.808059°E | IPA-3201      | Conjunt d'Espinalbet (Castellar del Riu) · Vegeu més fotos d'aquest monument · Carregueu una nova foto d'aquest monument                               |
| Església de Sant Vicenç de Castellar del Riu          |             | Romànic XII                          | Castellar del Riu Al costat del Mas del Riu de Castellar | 42° 07′ 12″ N, 1° 45′ 37″ E / 42.119951°N,1.760315°E | IPA-3203      | Església de Sant Vicenç de Castellar del Riu · Vegeu més fotos d'aquest monument · Carregueu una nova foto d'aquest monument                           |
| Sant Vicenç d'Espinalbet, o Sant Miquel               |             | Barroc, neoclassicisme XII, XVII     | Castellar del Riu Espinalbet                             | 42° 07′ 08″ N, 1° 48′ 28″ E / 42.118911°N,1.807910°E | IPA-3204      | Sant Vicenç d'Espinalbet (Castellar del Riu) · Vegeu més fotos d'aquest monument · Carregueu una nova foto d'aquest monument                           |
| Santuari de Corbera                                   |             | Barroc, obra popular XVII, XVIII-XIX | Castellar del Riu Plans de Corbera                       | 42° 07′ 27″ N, 1° 48′ 27″ E / 42.124197°N,1.807418°E | IPA-3205      | Santuari de Corbera (Castellar del Riu) · Vegeu més fotos d'aquest monument · Carregueu una nova foto d'aquest monument                                |
| Sant Llorenç dels Porxos                              |             | Romànic XII-XIII                     | Castellar del Riu Ctra. Berga - Rasos de Peguera, km 8,5 | 42° 07′ 32″ N, 1° 45′ 44″ E / 42.125533°N,1.762227°E | IPA-3206      | Sant Llorenç dels Porxos (Castellar del Riu) · Vegeu més fotos d'aquest monument · Carregueu una nova foto d'aquest monument                           |
| Església de Sant Iscle i Santa Victòria de Llinars    |             | Barroc, obra popular XVIII           | Castellar del Riu Llinars de l'Aiguadora                 | 42° 07′ 26″ N, 1° 42′ 42″ E / 42.123914°N,1.711637°E | IPA-3207      | Església de Sant Iscle i Santa Victòria de Llinars (Castellar del Riu) · Vegeu més fotos d'aquest monument · Carregueu una nova foto d'aquest monument |
| Santuari de la Mare de Déu de la Mata                 |             | Barroc, obra popular XVIII           | Castellar del Riu Llinars de l'Aiguadora                 | 42° 07′ 42″ N, 1° 42′ 46″ E / 42.128465°N,1.712707°E | IPA-3243      | Santuari de la Mare de Déu de la Mata (Castellar del Riu) · Vegeu més fotos d'aquest monument · Carregueu una nova foto d'aquest monument              |
| Església de Santa Coloma de Can Cabra                 |             | Romànic X-XII                        | Castellar del Riu Llinars de l'Aiguadora                 | 42° 08′ 00″ N, 1° 42′ 19″ E / 42.133398°N,1.705238°E | IPA-3244      | Església de Santa Coloma de Can Cabra (Castellar del Riu) · Vegeu més fotos d'aquest monument · Carregueu una nova foto d'aquest monument              |
| Can Cabra                                             |             | Obra popular XVII-XVIII              | Castellar del Riu Llinars de l'Aiguadora                 | 42° 07′ 59″ N, 1° 42′ 19″ E / 42.133073°N,1.705181°E | IPA-3245      | Can Cabra (Castellar del Riu) · Vegeu més fotos d'aquest monument · Carregueu una nova foto d'aquest monument                                          |
| Església de Sant Salvador de Vilaverd, o de les Moles |             | Romànic XII                          | Castellar del Riu Llinars de l'Aiguadora                 | 42° 08′ 28″ N, 1° 42′ 31″ E / 42.141146°N,1.708711°E | IPA-3246      | Església de Sant Salvador de Vilaverd (Castellar del Riu) · Vegeu més fotos d'aquest monument · Carregueu una nova foto d'aquest monument              |
| Molí de Castellar del Riu                             |             | Obra popular XVII-XVIII              | Castellar del Riu                                        | 42° 07′ 14″ N, 1° 45′ 51″ E / 42.120443°N,1.764134°E | IPA-3259      | Molí de Castellar del Riu · Vegeu més fotos d'aquest monument · Carregueu una nova foto d'aquest monument                                              |
| Casa el Rebeu                                         |             | Obra popular XVII, XX                | Castellar del Riu Campllong                              | 42° 06′ 51″ N, 1° 46′ 02″ E / 42.114051°N,1.767288°E | IPA-3260      | Casa el Rebeu (Castellar del Riu) · Vegeu més fotos d'aquest monument · Carregueu una nova foto d'aquest monument                                      |
| Mas Campllong                                         |             | Obra popular XVII-XVIII              | Castellar del Riu Campllong                              | 42° 06′ 44″ N, 1° 46′ 53″ E / 42.112320°N,1.781468°E | IPA-3261      | Mas Campllong (Castellar del Riu) · Vegeu més fotos d'aquest monument · Carregueu una nova foto d'aquest monument                                      |
| Cal Terçà                                             |             | Obra popular XVII                    | Castellar del Riu Terçà                                  | 42° 06′ 29″ N, 1° 44′ 40″ E / 42.107935°N,1.744357°E | IPA-3262      | Cal Terçà (Castellar del Riu) · Vegeu més fotos d'aquest monument · Carregueu una nova foto d'aquest monument                                          |
| Molí de Castellar de Ribera de Dalt                   |             | Obra popular                         | Castellar del Riu                                        |                                                      | IPA-41482     | Carregueu una nova foto d'aquest monument |

## Cercs
Vegeu la llista de monuments de Cercs

## L'Espunyola
Vegeu la llista de monuments de l'Espunyola

## Fígols
| Monument                           | Protecció   | Estil/època                  | Localització       | Coordenades                                          | Codi?         | Imatge |
| ---------------------------------- | ----------- | ---------------------------- | ------------------ | ---------------------------------------------------- | ------------- | --- |
| Castell de Peguera                 | BCIN 843-MH | Medieval                     | Fígols Peguera     | 42° 09′ 38″ N, 1° 46′ 19″ E / 42.160690°N,1.771965°E | RI-51-0005474 | Castell de Peguera (Fígols) · Vegeu més fotos d'aquest monument · Carregueu una nova foto d'aquest monument                 |
| Església de Santa Cecília          |             | Romànic, obra popular XI-XII | Fígols Fígols vell | 42° 10′ 51″ N, 1° 50′ 10″ E / 42.180926°N,1.835995°E | IPA-3290      | Església de Santa Cecília (Fígols) · Vegeu més fotos d'aquest monument · Carregueu una nova foto d'aquest monument          |
| Església de Sant Mateu de Fumanya  |             | Romànic XI, XVI              | Fígols Fumanya     | 42° 10′ 38″ N, 1° 48′ 14″ E / 42.177108°N,1.803879°E | IPA-3292      | Església de Sant Mateu de Fumanya (Fígols) · Vegeu més fotos d'aquest monument · Carregueu una nova foto d'aquest monument  |
| Església parroquial de Sant Miquel |             | Obra popular Medieval        | Fígols Peguera     | 42° 09′ 33″ N, 1° 46′ 19″ E / 42.159223°N,1.772053°E | IPA-3288      | Església parroquial de Sant Miquel (Fígols) · Vegeu més fotos d'aquest monument · Carregueu una nova foto d'aquest monument |
| Molí de la Peguera                 |             | Obra popular                 | Fígols             |                                                      | IPA-41483     | Carregueu una nova foto d'aquest monument                                                                                   |

## Gironella
Vegeu la llista de monuments de Gironella

## Gisclareny
Vegeu la llista de monuments de Gisclareny

## Gósol
| Monument                                               | Protecció   | Estil/època             | Localització                                                       | Coordenades                                              | Codi?         | Imatge |
| ------------------------------------------------------ | ----------- | ----------------------- | ------------------------------------------------------------------ | -------------------------------------------------------- | ------------- | --- |
| Castell de Gósol i església de Santa Maria del Castell | BCIN 902-MH | Obra popular Medieval   | Gósol                                                              | 42° 14′ 02″ N, 1° 39′ 38″ E / 42.234023°N,1.660612°E     | RI-51-0006336 | Castell de Gósol · Vegeu més fotos d'aquest monument · Carregueu una nova foto d'aquest monument                                  |
| Castell de Fraumir                                     | BCIN 903-MH | XIII                    | Gósol Restes del castell prop de Bonner                            | 42° 11′ 25″ N, 1° 41′ 51″ E / 42.190191°N,1.697540°E     | RI-51-0006337 | Carregueu una nova foto d'aquest monument                                                                                         |
| Carrer de la Guàrdia                                   |             | Obra popular XVIII-XX   | Gósol C. de la Guàrdia                                             | 42° 14′ 16″ N, 1° 39′ 43″ E / 42.237778°N,1.661949°E     | IPA-3362      | Carrer de la Guàrdia (Gósol) · Vegeu més fotos d'aquest monument · Carregueu una nova foto d'aquest monument                      |
| Carrer de Vista Alegre                                 |             | Obra popular XVIII-XX   | Gósol C. Vista Alegre                                              | 42° 14′ 17″ N, 1° 39′ 39″ E / 42.238145°N,1.660790°E     | IPA-3363      | Carrer de Vista Alegre (Gósol) · Vegeu més fotos d'aquest monument · Carregueu una nova foto d'aquest monument                    |
| Carrer de Baix                                         |             | Obra popular XVIII      | Gósol C. de Baix                                                   |                                                          | IPA-3364      | Carregueu una nova foto d'aquest monument                                                                                         |
| Carrer del Castell, o pujada al Tossal                 |             | Obra popular XVII-XVIII | Gósol C. Castell                                                   | 42° 14′ 10″ N, 1° 39′ 37″ E / 42.236039709°N,1.6603356°E | IPA-3365      | Carrer del Castell (Gósol) · Vegeu més fotos d'aquest monument · Carregueu una nova foto d'aquest monument                        |
| Església de l'Assumpció de la Mare de Déu              |             | Eclecticisme XIX        | Gósol Pl. de Santa Maria, ctra. Saldes-Gósol                       | 42° 14′ 12″ N, 1° 39′ 39″ E / 42.236711°N,1.660929°E     | IPA-3368      | Església de l'Assumpció de la Mare de Déu (Gósol) · Vegeu més fotos d'aquest monument · Carregueu una nova foto d'aquest monument |
| Església de la Mare de Déu del Roser                   |             | Obra popular XVII-XVIII | Gósol C. del Castell                                               | 42° 14′ 06″ N, 1° 39′ 41″ E / 42.234883°N,1.661301°E     | IPA-3370      | Església de la Mare de Déu del Roser (Gósol) · Vegeu més fotos d'aquest monument · Carregueu una nova foto d'aquest monument      |
| Església de Santa Margarida                            |             | Obra popular XVII-XVIII | Gósol Camí de Tuixén, mig camí de la pujada al Coll de la Mola     | 42° 13′ 48″ N, 1° 38′ 41″ E / 42.229922°N,1.644592°E     | IPA-3371      | Carregueu una nova foto d'aquest monument                                                                                         |
| Molí de Gósol, o Molí de la Vila                       |             | Obra popular XVII-XVIII | Gósol De Gósol, pista a la serra del Verd i, al km 1, camí al molí | 42° 13′ 33″ N, 1° 39′ 30″ E / 42.225744°N,1.658386°E     | IPA-3375      | Molí de Gósol (Gósol) · Vegeu més fotos d'aquest monument · Carregueu una nova foto d'aquest monument                             |
| Església de Santa Eulàlia de Bonner                    |             | Romànic XII             | Gósol Des de Gósol, pista al Molí d'en Güell i Bonner              | 42° 10′ 37″ N, 1° 42′ 14″ E / 42.176941°N,1.703957°E     | IPA-3373      | Església de Santa Eulàlia (Gósol) · Vegeu més fotos d'aquest monument · Carregueu una nova foto d'aquest monument                 |
| Casa la Collada                                        |             | Obra popular XVIII      | Gósol Bonner, des de Faners, pista al molí d'en Güell              | 42° 11′ 23″ N, 1° 41′ 33″ E / 42.189808°N,1.692601°E     | IPA-3376      | Carregueu una nova foto d'aquest monument                                                                                         |
| Molí d'en Güell                                        |             | Obra popular XVII-XVIII | Gósol Bonner                                                       | 42° 11′ 28″ N, 1° 41′ 38″ E / 42.191177°N,1.693808°E     | IPA-3377      | Molí d'en Güell (Gósol) · Vegeu més fotos d'aquest monument · Carregueu una nova foto d'aquest monument                           |
| Pont Vell del Molí d'en Güell                          |             | Obra popular XVII-XVIII | Gósol Bonner                                                       | 42° 11′ 27″ N, 1° 41′ 37″ E / 42.190884°N,1.693735°E     | IPA-3378      | Pont Vell del Molí d'en Güell (Gósol) · Vegeu més fotos d'aquest monument · Carregueu una nova foto d'aquest monument             |
| Església de Sant Vicenç                                |             | Obra popular XVII-XVIII | Gósol Moripol                                                      | 42° 11′ 52″ N, 1° 40′ 38″ E / 42.197732°N,1.677183°E     | IPA-3374      | Església de Sant Vicenç (Gósol) · Vegeu més fotos d'aquest monument · Carregueu una nova foto d'aquest monument                   |
| Capella de Sant Francesc                               |             | Obra popular XVII       | Gósol Sorribes                                                     | 42° 13′ 16″ N, 1° 40′ 43″ E / 42.2209890°N,1.67873561°E  | IPA-3372      | Carregueu una nova foto d'aquest monument                                                                                         |
| Molí de Sorribes                                       |             | Obra popular XVIII      | Gósol Des de Sorribes, pista a l'Aigua de Valls                    |                                                          | IPA-3379      | Carregueu una nova foto d'aquest monument                                                                                         |

## Guardiola de Berguedà
Vegeu la llista de monuments de Guardiola de Berguedà

## Montclar
| Monument                                              | Protecció    | Estil/època                        | Localització                                           | Coordenades                                          | Codi?         | Imatge |
| ----------------------------------------------------- | ------------ | ---------------------------------- | ------------------------------------------------------ | ---------------------------------------------------- | ------------- | --- |
| Castell de Montclar, o Cal Metget Sastret, el Castell | BCIN 1078-MH | Medieval                           | Montclar                                               | 42° 01′ 04″ N, 1° 45′ 55″ E / 42.017729°N,1.765219°E | RI-51-0005548 | Carregueu una nova foto d'aquest monument                                                                          |
| Església de Sant Martí de Montclar                    |              | Romànic XII                        | Montclar Pl. de l'Església                             | 42° 01′ 07″ N, 1° 45′ 55″ E / 42.018491°N,1.765361°E | IPA-3381      | Església de Sant Martí de Montclar · Vegeu més fotos d'aquest monument · Carregueu una nova foto d'aquest monument |
| Rectoria de Montclar                                  |              | Obra popular XVIII                 | Montclar Pl. de Montclar                               | 42° 01′ 07″ N, 1° 45′ 54″ E / 42.018535°N,1.764959°E | IPA-3382      | Rectoria de Montclar · Vegeu més fotos d'aquest monument · Carregueu una nova foto d'aquest monument               |
| Església de la Santa Creu                             |              | Obra popular XII                   | Montclar                                               | 42° 01′ 43″ N, 1° 44′ 39″ E / 42.028600°N,1.744140°E | IPA-3386      | Carregueu una nova foto d'aquest monument                                                                          |
| Mas Santacreu                                         |              | Obra popular XV-XVI, XVIII         | Montclar Des de Montmajor, pista cap al camp de futbol | 42° 01′ 42″ N, 1° 44′ 38″ E / 42.028434°N,1.743784°E | IPA-3387      | Carregueu una nova foto d'aquest monument                                                                          |
| Església de Sant Quintí                               |              | Romànic XII                        | Montclar                                               | 42° 02′ 39″ N, 1° 48′ 25″ E / 42.044161°N,1.807066°E | IPA-3388      | Església de Sant Quintí (Montclar) · Vegeu més fotos d'aquest monument · Carregueu una nova foto d'aquest monument |
| Mas Sant Ponç                                         |              | Obra popular XVI-XVIII             | Montclar                                               | 42° 01′ 47″ N, 1° 46′ 35″ E / 42.029785°N,1.776275°E | IPA-3389      | Carregueu una nova foto d'aquest monument                                                                          |
| Mas la Tor                                            |              | Obra popular XVII-XVIII            | Montclar Ctra. Cardona a Berga, km 27 pistà mà dreta   | 42° 00′ 52″ N, 1° 45′ 14″ E / 42.014421°N,1.753827°E | IPA-3391      | Carregueu una nova foto d'aquest monument                                                                          |
| Mas Circuns                                           |              | Obra popular XVII-XVIII            | Montclar Pista l'Esglaiola-Circuns, km 4               | 42° 01′ 30″ N, 1° 45′ 33″ E / 42.025079°N,1.759139°E | IPA-3395      | Carregueu una nova foto d'aquest monument                                                                          |
| Mas Torregassa                                        |              | Obra popular XVI-XVIII             | Montclar Ctra. Espunyola-Casserres, km 3               | 42° 01′ 57″ N, 1° 47′ 00″ E / 42.032480°N,1.783253°E | IPA-3394      | Carregueu una nova foto d'aquest monument                                                                          |
| Molí de Sant Ponç                                     |              | Gòtic, obra popular XIII-XIV, XVII | Montclar                                               |                                                      | IPA-3390      | Carregueu una nova foto d'aquest monument                                                                          |
| Molí de la Tor                                        |              | Obra popular XVII                  | Montclar Pista riera de Montclar                       |                                                      | IPA-3392      | Carregueu una nova foto d'aquest monument                                                                          |
| Mas Vilariqué                                         |              | Obra popular XVII                  | Montclar Vilariqué                                     | 42° 00′ 42″ N, 1° 44′ 46″ E / 42.011569°N,1.746009°E | IPA-3393      | Carregueu una nova foto d'aquest monument                                                                          |

## Montmajor
Vegeu la llista de monuments de Montmajor

## La Nou de Berguedà
| Monument                                                             | Protecció | Estil/època                         | Localització                                                                      | Coordenades                                          | Codi?    | Imatge |
| -------------------------------------------------------------------- | --------- | ----------------------------------- | --------------------------------------------------------------------------------- | ---------------------------------------------------- | -------- | --- |
| Església de Sant Martí                                               |           | Romànic, barroc XII, XVII           | La Nou de Berguedà Pl. Església                                                   | 42° 09′ 58″ N, 1° 53′ 07″ E / 42.166140°N,1.885226°E | IPA-3436 | Església de Sant Martí (la Nou de Berguedà) · Vegeu més fotos d'aquest monument · Carregueu una nova foto d'aquest monument                        |
| Santuari de la Mare de Déu de Lurda de la Nou, o de Lurdes o Lourdes |           | Eclecticisme XIX                    | La Nou de Berguedà Sota mateix del poble                                          | 42° 09′ 47″ N, 1° 53′ 04″ E / 42.162977°N,1.884555°E | IPA-3439 | Santuari de la Mare de Déu de Lurda de la Nou (la Nou de Berguedà) · Vegeu més fotos d'aquest monument · Carregueu una nova foto d'aquest monument |
| Santa Cova                                                           |           | Eclecticisme XIX                    | La Nou de Berguedà Sota mateix del poble                                          | 42° 09′ 45″ N, 1° 53′ 04″ E / 42.162637°N,1.884570°E | IPA-3440 | Santa Cova (la Nou de Berguedà) · Vegeu més fotos d'aquest monument · Carregueu una nova foto d'aquest monument                                    |
| Casa la Canal                                                        |           | Obra popular XVIII                  | La Nou de Berguedà Pista forestal de la Nou a Vilada                              | 42° 09′ 41″ N, 1° 53′ 04″ E / 42.161519°N,1.884466°E | IPA-3446 | Carregueu una nova foto d'aquest monument |
| Casa el Pla                                                          |           | Obra popular XVII                   | La Nou de Berguedà Pista forestal de la Nou a Vilada                              | 42° 09′ 30″ N, 1° 53′ 12″ E / 42.158339°N,1.886712°E | IPA-3447 | Carregueu una nova foto d'aquest monument |
| Mas l'Ínsula                                                         |           | Obra popular XVII-XVIII             | La Nou de Berguedà Pista forestal de la Nou a Malanyeu                            | 42° 10′ 09″ N, 1° 53′ 22″ E / 42.169119°N,1.889453°E | IPA-3448 | Carregueu una nova foto d'aquest monument |
| Molí de la Nou                                                       |           | Obra popular XVII                   | La Nou de Berguedà Per la carretera de la Nou, trencall a mà dreta                | 42° 09′ 43″ N, 1° 52′ 52″ E / 42.162066°N,1.880973°E | IPA-3453 | Carregueu una nova foto d'aquest monument |
| Molí de l'Avellanosa                                                 |           | Gòtic, obra popular XIV, XVII       | La Nou de Berguedà Darrere el Santuari de Lurda, al peu del torrent de la Nou     | 42° 09′ 46″ N, 1° 52′ 59″ E / 42.162810°N,1.883117°E | IPA-3454 | Carregueu una nova foto d'aquest monument |
| Mas el Batlló                                                        |           | Obra popular XVII-XVIII             | La Nou de Berguedà A l'entrada del poble                                          | 42° 09′ 53″ N, 1° 53′ 05″ E / 42.164759°N,1.884639°E | IPA-3457 | Carregueu una nova foto d'aquest monument |
| Can Terradelles                                                      |           | Obra popular XVII                   | La Nou de Berguedà Casadessús                                                     | 42° 08′ 50″ N, 1° 53′ 13″ E / 42.147318°N,1.886978°E | IPA-3443 | Carregueu una nova foto d'aquest monument |
| Mas Casadessús                                                       |           | Gòtic tardà, obra popular XVI-XVIII | La Nou de Berguedà Pista forestal des de la ctra. C-149 Berga - Sant Quirze       | 42° 08′ 53″ N, 1° 53′ 31″ E / 42.148033°N,1.891946°E | IPA-3445 | Carregueu una nova foto d'aquest monument |
| Església de Sant Sadurní de Malanyeu                                 |           | Romànic, obra popular XII, XVIII    | La Nou de Berguedà Ctra. C-1411, km 58,2, pista de 4 km que surt del lloc del Far | 42° 11′ 46″ N, 1° 53′ 28″ E / 42.196019°N,1.891090°E | IPA-3441 | Església de Sant Sadurní (la Nou de Berguedà) · Vegeu més fotos d'aquest monument · Carregueu una nova foto d'aquest monument                      |
| Casa la Batllia                                                      |           | Obra popular XVII                   | La Nou de Berguedà Davant mateix de l'església de Sant Sadurní de Malanyeu        | 42° 11′ 46″ N, 1° 53′ 27″ E / 42.196057°N,1.890835°E | IPA-3444 | Casa la Batllia (la Nou de Berguedà) · Vegeu més fotos d'aquest monument · Carregueu una nova foto d'aquest monument                               |
| Casa Coma-rodona                                                     |           | Obra popular XVII                   | La Nou de Berguedà Pista de Malanyeu a Comarrodona                                | 42° 11′ 28″ N, 1° 52′ 41″ E / 42.191146°N,1.878095°E | IPA-3449 | Carregueu una nova foto d'aquest monument |
| Ca n'Anglada                                                         |           | Obra popular XVIII                  | La Nou de Berguedà A l'entrada de Malanyeu                                        | 42° 11′ 41″ N, 1° 53′ 11″ E / 42.194768°N,1.886522°E | IPA-3450 | Ca n'Anglada (la Nou de Berguedà) · Vegeu més fotos d'aquest monument · Carregueu una nova foto d'aquest monument                                  |
| Cal Frare                                                            |           | Obra popular XVIII                  | La Nou de Berguedà Des de l'església de Malanyeu, camí a Cal Frare                | 42° 11′ 49″ N, 1° 53′ 22″ E / 42.197074°N,1.889400°E | IPA-3451 | Carregueu una nova foto d'aquest monument |
| Mas el Llomar                                                        |           | Obra popular XVII-XVIII             | La Nou de Berguedà Pista de Malanyeu a Llomar, a 1 km                             | 42° 12′ 00″ N, 1° 53′ 52″ E / 42.199866°N,1.897818°E | IPA-3452 | Mas Llomar (la Nou de Berguedà) · Vegeu més fotos d'aquest monument · Carregueu una nova foto d'aquest monument                                    |
| Molí de Dalt                                                         |           | Obra popular XVII                   | La Nou de Berguedà Camí de Malanyeu a la Masia Llomar                             | 42° 11′ 48″ N, 1° 53′ 40″ E / 42.196570°N,1.894544°E | IPA-3455 | Carregueu una nova foto d'aquest monument |
| Masia la Solaneta                                                    |           | Obra popular XVII                   | La Nou de Berguedà Camí de Malanyeu al Llomar i la Solaneta                       | 42° 12′ 10″ N, 1° 53′ 46″ E / 42.202736°N,1.896103°E | IPA-3456 | Masia la Solaneta (la Nou de Berguedà) · Vegeu més fotos d'aquest monument · Carregueu una nova foto d'aquest monument                             |

## Olvan
| Monument                                       | Protecció | Estil/època             | Localització                                                     | Coordenades                                          | Codi?    | Imatge |
| ---------------------------------------------- | --------- | ----------------------- | ---------------------------------------------------------------- | ---------------------------------------------------- | -------- | --- |
| Església de Santa Maria                        |           | Barroc XVIII            | Olvan Pl. Església                                               | 42° 03′ 26″ N, 1° 54′ 19″ E / 42.057295°N,1.905169°E | IPA-3465 | Església de Santa Maria (Olvan) · Vegeu més fotos d'aquest monument · Carregueu una nova foto d'aquest monument              |
| Mas Palau de Biure                             |           | Obra popular XVII-XVIII | Olvan Ctra. Puig-reig a Merlés, km 4; pista a mà esquerra        | 42° 00′ 24″ N, 1° 54′ 13″ E / 42.006781°N,1.903608°E | IPA-3471 | Carregueu una nova foto d'aquest monument                                                                                    |
| Mas Ferreres                                   |           | Obra popular XVII       | Olvan Confluència del Llobregat amb la riera de la Portella      | 42° 03′ 26″ N, 1° 52′ 52″ E / 42.057098°N,1.881074°E | IPA-3472 | Carregueu una nova foto d'aquest monument                                                                                    |
| Masia Tresserra                                |           | Obra popular XVII-XVIII | Olvan Ctra. Vic-Gironella, km 54,3; pista de 4 km a mà esquerra  | 42° 02′ 40″ N, 1° 55′ 11″ E / 42.044329°N,1.919782°E | IPA-3473 | Carregueu una nova foto d'aquest monument                                                                                    |
| Masia Minoves                                  |           | Obra popular XVI-XVII   | Olvan Ctra. Gironella-Berga, pista de 2,5 km a mà dreta          | 42° 03′ 50″ N, 1° 52′ 35″ E / 42.063907°N,1.876422°E | IPA-3475 | Masia Minoves (Olvan) · Vegeu més fotos d'aquest monument · Carregueu una nova foto d'aquest monument                        |
| Mas Ballaró                                    |           | Obra popular XVII-XVIII | Olvan Ctra. Vic-Gironella, km 46,5; al peu de la riera d'Olvan   | 42° 03′ 20″ N, 1° 54′ 55″ E / 42.055499°N,1.915230°E | IPA-3476 | Carregueu una nova foto d'aquest monument                                                                                    |
| Mas Boladeres                                  |           | Obra popular XVII-XVIII | Olvan Ctra. Vic-Berga, km 46,5; a 200 m per pista a mà dreta     | 42° 03′ 12″ N, 1° 54′ 51″ E / 42.053292°N,1.914228°E | IPA-3477 | Carregueu una nova foto d'aquest monument                                                                                    |
| Cal Roig                                       |           | Obra popular XVIII      | Olvan Ctra. Gironella-Prats, 1 km abans del trencall cap a Olvan | 42° 03′ 14″ N, 1° 54′ 03″ E / 42.053776°N,1.900782°E | IPA-3478 | Carregueu una nova foto d'aquest monument                                                                                    |
| Capella de Sant Salvador                       |           | Obra popular XIX        | Olvan Masia Tresserra                                            | 42° 02′ 40″ N, 1° 55′ 11″ E / 42.044329°N,1.919734°E | IPA-3474 | Carregueu una nova foto d'aquest monument                                                                                    |
| Església de Santa Maria de Valldaura           |           | Romànic XIII            | Olvan Des d'Olvan, camí forestal de la Riba i Valldaura          | 42° 04′ 48″ N, 1° 56′ 30″ E / 42.079893°N,1.941798°E | IPA-3466 | Església de Santa Maria de Valldaura (Olvan) · Vegeu més fotos d'aquest monument · Carregueu una nova foto d'aquest monument |
| Casa Valldaura Vell, o Casa vella de Valldaura |           | Obra popular XVII-XVIII | Olvan Camí d'Olvan a Valldaura                                   | 42° 04′ 49″ N, 1° 56′ 30″ E / 42.080226°N,1.941805°E | IPA-3468 | Carregueu una nova foto d'aquest monument                                                                                    |
| Casa Valldaura Nou, o Casa nova de Valldaura   |           | Obra popular XVIII      | Olvan Camí d'Olvan a Valldaura                                   | 42° 04′ 40″ N, 1° 56′ 39″ E / 42.077825°N,1.944178°E | IPA-3469 | Carregueu una nova foto d'aquest monument                                                                                    |

## La Pobla de Lillet
| Monument                                           | Protecció    | Estil/època                                       | Localització                                                                                  | Coordenades                                          | Codi?         | Imatge |
| -------------------------------------------------- | ------------ | ------------------------------------------------- | --------------------------------------------------------------------------------------------- | ---------------------------------------------------- | ------------- | --- |
| Castell de Lillet                                  | BCIN 1276-MH | IX-XV                                             | La Pobla de Lillet Dalt del turó del Castell, a l'est del nucli urbà                          | 42° 14′ 18″ N, 1° 59′ 18″ E / 42.238200°N,1.988443°E | RI-51-0005594 | Castell de Lillet (la Pobla de Lillet) · Vegeu més fotos d'aquest monument · Carregueu una nova foto d'aquest monument                    |
| Castell de la Pobla de Lillet i recinte emmurallat | BCIN 1277-MH | Medieval, XVIII                                   | La Pobla de Lillet                                                                            | 42° 14′ 39″ N, 1° 58′ 29″ E / 42.244253°N,1.974760°E | RI-51-0005595 | Castell de la Pobla de Lillet i recinte emmurallat · Vegeu més fotos d'aquest monument · Carregueu una nova foto d'aquest monument        |
| Monestir de Santa Maria de Lillet                  | BCIN 1881-MH | Romànic, gòtic, barroc IX-XI, XII-XIII, XV, XVIII | La Pobla de Lillet Pista des de la ctra. a Campdevànol, entre els km 74 i 75                  | 42° 14′ 34″ N, 1° 59′ 36″ E / 42.242791°N,1.993314°E | RI-51-0010467 | Monestir de Santa Maria de Lillet (la Pobla de Lillet) · Vegeu més fotos d'aquest monument · Carregueu una nova foto d'aquest monument    |
| Església de Sant Miquel de Lillet                  | BCIL 1988    | Romànic XII                                       | La Pobla de Lillet Pista des de ctra. la Pobla - Campdevànol, entre km 74 i 75                | 42° 14′ 30″ N, 1° 59′ 34″ E / 42.241706°N,1.992731°E | IPA-3484      | Església de Sant Miquel de Lillet (la Pobla de Lillet) · Vegeu més fotos d'aquest monument · Carregueu una nova foto d'aquest monument    |
| Església parroquial de Santa Maria                 | BCIL 1988    | Barroc XVIII                                      | La Pobla de Lillet Pl. de l'Església, 1                                                       | 42° 14′ 39″ N, 1° 58′ 28″ E / 42.244164°N,1.974329°E | IPA-3485      | Església parroquial de Santa Maria (la Pobla de Lillet) · Vegeu més fotos d'aquest monument · Carregueu una nova foto d'aquest monument   |
| Jardins Artigas, o Parc de la Magnèsia             | BCIL 2009    | Modernisme XX                                     | La Pobla de Lillet Al peu de l'antiga línia de FC al Clot del Moro                            | 42° 15′ 11″ N, 1° 58′ 32″ E / 42.25302°N,1.975652°E  | IPA-3516      | Jardins Artigas (la Pobla de Lillet) · Vegeu més fotos d'aquest monument · Carregueu una nova foto d'aquest monument                      |
| Ca l'Artigas                                       |              | Obra popular XIX Final                            | La Pobla de Lillet Pista des del c. Estació de la Pobla                                       | 42° 15′ 08″ N, 1° 58′ 31″ E / 42.252152°N,1.975303°E | IPA-3517      | Ca l'Artigas (la Pobla de Lillet) · Vegeu més fotos d'aquest monument · Carregueu una nova foto d'aquest monument                         |
| Església de Santa Cecília de Riutort               | BCIL 1988    | Romànic XI-XII                                    | La Pobla de Lillet Ctra. Guardiola - la Pobla, entre km 67 i 68; pista a l'esquerra           | 42° 14′ 30″ N, 1° 55′ 37″ E / 42.241785°N,1.926977°E | IPA-3518      | Carregueu una nova foto d'aquest monument                                                                                                 |
| Mas el Bruc                                        |              | Obra popular XVI-XVIII                            | La Pobla de Lillet Ctra. la Pobla - Campdevànol, km 7                                         | 42° 15′ 03″ N, 1° 59′ 47″ E / 42.250717°N,1.996394°E | IPA-3519      | Carregueu una nova foto d'aquest monument                                                                                                 |
| Pont Vell, o Pont Gran                             | BCIL 1988    | Gòtic XIV                                         | La Pobla de Lillet Al centre urbà, sobre el Llobregat                                         | 42° 14′ 37″ N, 1° 58′ 31″ E / 42.243730°N,1.975184°E | IPA-3520      | Pont Vell (la Pobla de Lillet) · Vegeu més fotos d'aquest monument · Carregueu una nova foto d'aquest monument                            |
| Pont de la Petita                                  | BCIL 1988    | Obra popular XIV                                  | La Pobla de Lillet Sobre el Llobregat                                                         | 42° 14′ 39″ N, 1° 58′ 31″ E / 42.244155°N,1.975359°E | IPA-3521      | Pont de la Petita (la Pobla de Lillet) · Vegeu més fotos d'aquest monument · Carregueu una nova foto d'aquest monument                    |
| Pont del Magret                                    |              | Obra popular XV-XVI                               | La Pobla de Lillet Sobre el Llobregat                                                         | 42° 14′ 37″ N, 1° 58′ 28″ E / 42.243635°N,1.97458°E  | IPA-3522      | Pont del Magret (la Pobla de Lillet) · Vegeu més fotos d'aquest monument · Carregueu una nova foto d'aquest monument                      |
| Pont de Ferro                                      |              | Arquitectura del ferro XX                         | La Pobla de Lillet Via fèrria al Clot del Moro, km 9                                          | 42° 15′ 01″ N, 1° 58′ 35″ E / 42.250387°N,1.976386°E | IPA-3523      | Carregueu una nova foto d'aquest monument                                                                                                 |
| Pont de l'Espelt, o Pont del Riutort               |              | Obra popular XIV-XV                               | La Pobla de Lillet Antic camí ral de Guardiola a la Pobla                                     | 42° 14′ 22″ N, 1° 55′ 12″ E / 42.239505°N,1.920107°E | IPA-3524      | Carregueu una nova foto d'aquest monument                                                                                                 |
| Monument a Eusebi Güell i Bacigalupi               |              | Obra popular XX (1926)                            | La Pobla de Lillet Al peu de la carretera, al costat del Pont Vell                            | 42° 14′ 37″ N, 1° 58′ 31″ E / 42.243577°N,1.975188°E | IPA-3525      | Monument a Eusebi Güell i Bacigalupi (la Pobla de Lillet) · Vegeu més fotos d'aquest monument · Carregueu una nova foto d'aquest monument |
| Xalet del Catllaràs                                | BCIL 2006    | Modernisme XX Inici                               | La Pobla de Lillet Pista forestal de la Serra de Catllaràs, a uns 12 km del nucli de població | 42° 13′ 26″ N, 1° 58′ 16″ E / 42.223988°N,1.971069°E | IPA-31201     | Xalet del Catllaràs (la Pobla de Lillet) · Vegeu més fotos d'aquest monument · Carregueu una nova foto d'aquest monument                  |
| Pont de l'Arija                                    |              | Obra popular XIX-XX                               | La Pobla de Lillet Sobre el riu Arija                                                         | 42° 14′ 44″ N, 1° 58′ 58″ E / 42.245573°N,1.982693°E | IPA-36911     | Carregueu una nova foto d'aquest monument                                                                                                 |
| Mas Vallfogona                                     |              | Obra popular XVII-XVIII                           | La Pobla de Lillet Pista de Falgars al Pla de Lillet i al Catllaràs                           | 42° 13′ 07″ N, 1° 56′ 44″ E / 42.218678°N,1.945687°E | IPA-3526      | Carregueu una nova foto d'aquest monument                                                                                                 |
| Santuari de Santa Maria de Falgars                 | BCIL 1988    | Obra popular XVII, XII                            | La Pobla de Lillet Ctra. Guardiola - la Pobla, km 69; pista de 7 km a mà dreta                | 42° 13′ 39″ N, 1° 56′ 43″ E / 42.227393°N,1.945336°E | IPA-3514      | Santuari de Santa Maria de Falgars (la Pobla de Lillet) · Vegeu més fotos d'aquest monument · Carregueu una nova foto d'aquest monument   |

## Puig-reig
Vegeu la llista de monuments de Puig-reig

## La Quar
| Monument                                                      | Protecció      | Estil/època                                           | Localització                                     | Coordenades                                          | Codi?         | Imatge |
| ------------------------------------------------------------- | -------------- | ----------------------------------------------------- | ------------------------------------------------ | ---------------------------------------------------- | ------------- | --- |
| Monestir de Sant Pere de la Portella o Sant Pere de Frontanyà | BCIN 380-MH-EN | Romànic XI, XVII-XVIII                                | La Quar                                          | 42° 06′ 14″ N, 1° 57′ 04″ E / 42.103761°N,1.951°E    | IPA-439       | Monestir de Sant Pere de la Portella (la Quar) · Vegeu més fotos d'aquest monument · Carregueu una nova foto d'aquest monument |
| Castell de la Portella, o Castell de Frontenyà                | BCIN 1340-MH   | Medieval                                              | La Quar Enderrocat                               | 42° 06′ 14″ N, 1° 57′ 01″ E / 42.103942°N,1.950415°E | RI-51-0005612 | Carregueu una nova foto d'aquest monument                                                                                      |
| Mas el Raurell                                                | BCIN 1341-MH   | XV-XVII, XVIII                                        | La Quar                                          | 42° 04′ 01″ N, 1° 57′ 55″ E / 42.066967°N,1.965249°E | RI-51-0005613 | Mas el Raurell (la Quar) · Vegeu més fotos d'aquest monument · Carregueu una nova foto d'aquest monument                       |
| Església de Santa Maria                                       |                | Obra popular, neoclassicisme Medieval, XVI, XVIII-XIX | La Quar                                          | 42° 06′ 21″ N, 1° 58′ 25″ E / 42.105823°N,1.973642°E | IPA-3528      | Església de Santa Maria (la Quar) · Vegeu més fotos d'aquest monument · Carregueu una nova foto d'aquest monument              |
| Mas la Tor                                                    |                | Obra popular XVII-XVIII                               | La Quar                                          | 42° 04′ 48″ N, 1° 58′ 25″ E / 42.079958°N,1.973656°E | IPA-3534      | Carregueu una nova foto d'aquest monument                                                                                      |
| Mas el Pou                                                    |                | Obra popular XVII-XVIII                               | La Quar                                          | 42° 06′ 21″ N, 1° 58′ 55″ E / 42.105768°N,1.981840°E | IPA-3535      | Mas el Pou (la Quar) · Vegeu més fotos d'aquest monument · Carregueu una nova foto d'aquest monument                           |
| Mas Subirats, o Can Pou, Masoveria del Pou                    |                | Obra popular XVIII                                    | La Quar                                          | 42° 06′ 18″ N, 1° 58′ 50″ E / 42.105027°N,1.980533°E | IPA-3536      | Carregueu una nova foto d'aquest monument                                                                                      |
| Cal Moliner                                                   |                | Obra popular XVII-XVIII                               | La Quar                                          | 42° 06′ 08″ N, 1° 57′ 55″ E / 42.102359°N,1.965301°E | IPA-3537      | Carregueu una nova foto d'aquest monument                                                                                      |
| Mas les Heures de la Quar                                     |                | Obra popular XVII-XVIII                               | La Quar                                          | 42° 04′ 38″ N, 2° 00′ 18″ E / 42.077101°N,2.005001°E | IPA-3538      | Carregueu una nova foto d'aquest monument                                                                                      |
| Molí de les Heures                                            |                | Obra popular XVI-XVIII                                | La Quar                                          | 42° 04′ 55″ N, 2° 00′ 35″ E / 42.081830°N,2.009738°E | IPA-3539      | Molí de les Heures (la Quar) · Vegeu més fotos d'aquest monument · Carregueu una nova foto d'aquest monument                   |
| Resclosa                                                      |                | Obra popular X-XI                                     | La Quar Prop del pont de les Goles de les Heures | 42° 04′ 29″ N, 2° 00′ 32″ E / 42.074852°N,2.008926°E | IPA-3540      | Carregueu una nova foto d'aquest monument                                                                                      |
| Pont de les Heures                                            |                | XVIII                                                 | La Quar Sobre la riera de Merlès                 | 42° 04′ 26″ N, 2° 00′ 30″ E / 42.073878°N,2.008264°E | IPA-3541      | Pont de les Heures (la Quar) · Vegeu més fotos d'aquest monument · Carregueu una nova foto d'aquest monument                   |
| Molí de Vilardell                                             |                | Obra popular XVII-XIX                                 | La Quar                                          | 42° 05′ 34″ N, 2° 00′ 21″ E / 42.092810°N,2.005732°E | IPA-3542      | Carregueu una nova foto d'aquest monument                                                                                      |
| Ca l'Escobet                                                  |                | Obra popular XVIII                                    | La Quar                                          | 42° 05′ 13″ N, 1° 57′ 10″ E / 42.086990°N,1.952647°E | IPA-3544      | Carregueu una nova foto d'aquest monument                                                                                      |
| Mas Campdeparets                                              |                | Obra popular XVII-XVIII                               | La Quar Campdeparets                             | 42° 05′ 17″ N, 1° 56′ 11″ E / 42.088138°N,1.936450°E | IPA-3533      | Carregueu una nova foto d'aquest monument                                                                                      |
| Molí de la Portella                                           |                | Obra popular XVII-XVIII                               | La Quar La Portella                              | 42° 06′ 11″ N, 1° 56′ 54″ E / 42.103053°N,1.948235°E | IPA-3543      | Molí de la Portella (la Quar) · Vegeu més fotos d'aquest monument · Carregueu una nova foto d'aquest monument                  |
| Església de Sant Maurici                                      |                | Barroc XVIII                                          | La Quar Sant Maurici                             | 42° 04′ 52″ N, 1° 57′ 42″ E / 42.081176°N,1.961556°E | IPA-3532      | Església de Sant Maurici (la Quar) · Vegeu més fotos d'aquest monument · Carregueu una nova foto d'aquest monument             |

## Sagàs
Vegeu la llista de monuments de Sagàs

## Saldes
Vegeu la llista de monuments de Saldes

## Sant Jaume de Frontanyà
| Monument                                             | Protecció      | Estil/època                | Localització                                                                             | Coordenades                                          | Codi?         | Imatge |
| ---------------------------------------------------- | -------------- | -------------------------- | ---------------------------------------------------------------------------------------- | ---------------------------------------------------- | ------------- | --- |
| Església de Sant Jaume de Frontanyà                  | BCIN 195-MH-EN | Romànic XI                 | Sant Jaume de Frontanyà Pl. de Sant Jaume                                                | 42° 11′ 14″ N, 2° 01′ 28″ E / 42.187256°N,2.024340°E | RI-51-0000444 | Església de Sant Jaume de Frontanyà · Vegeu més fotos d'aquest monument · Carregueu una nova foto d'aquest monument                           |
| Restes de l'església de Sant Jaume de Frontanyà Vell |                | Preromànic X               | Sant Jaume de Frontanyà                                                                  |                                                      | IPA-3685      | Carregueu una nova foto d'aquest monument |
| Església de Sant Esteve de Tubau, o de Montner       | BCIL 2007      | Preromànic, romànic X-XI   | Sant Jaume de Frontanyà Masia de Tubau, pista des de Sant Jaume de Front                 | 42° 12′ 15″ N, 2° 02′ 30″ E / 42.204138°N,2.041734°E | IPA-3687      | Església de Sant Esteve de Tubau (Sant Jaume de Frontanyà) · Vegeu més fotos d'aquest monument · Carregueu una nova foto d'aquest monument    |
| Santuari de la Mare de Déu dels Oms                  | BCIL 2007      | Obra popular, barroc XVIII | Sant Jaume de Frontanyà Ctra. de Sant Jaume, els Oms                                     | 42° 10′ 53″ N, 2° 00′ 41″ E / 42.181454°N,2.011259°E | IPA-3688      | Santuari de la Mare de Déu dels Oms (Sant Jaume de Frontanyà) · Vegeu més fotos d'aquest monument · Carregueu una nova foto d'aquest monument |
| Casa Blanca                                          | BCIL 2007      | Obra popular XVII, XIX     | Sant Jaume de Frontanyà Camí de 200 m a l'esquerra de l'església                         | 42° 11′ 12″ N, 2° 01′ 32″ E / 42.186548°N,2.025627°E | IPA-3692      | Casa Blanca (Sant Jaume de Frontanyà) · Vegeu més fotos d'aquest monument · Carregueu una nova foto d'aquest monument                         |
| Masia Frontanyà                                      | BCIL 2007      | Obra popular XVII-XVIII    | Sant Jaume de Frontanyà Des de la cruïlla al santuari dels Oms, pista de 2 km            | 42° 11′ 17″ N, 2° 00′ 48″ E / 42.188155°N,2.013456°E | IPA-3693      | Carregueu una nova foto d'aquest monument |
| Mas Tubau                                            | BCIL 2007      | Obra popular XVIII         | Sant Jaume de Frontanyà De Sant Jaume, pista de 10 km a Tubau                            | 42° 12′ 17″ N, 2° 02′ 30″ E / 42.204723°N,2.041640°E | IPA-3694      | Carregueu una nova foto d'aquest monument |
| Mas Terradelles                                      |                | Obra popular XVII          | Sant Jaume de Frontanyà Davant trencall del Santuari dels Oms, a mà dreta vers St. Jaume | 42° 10′ 49″ N, 2° 00′ 52″ E / 42.180225°N,2.014528°E | IPA-3695      | Mas Terradelles (Sant Jaume de Frontanyà) · Vegeu més fotos d'aquest monument · Carregueu una nova foto d'aquest monument                     |
| Masia les Planes                                     |                | Obra popular XVII-XVIII    | Sant Jaume de Frontanyà Des de Sant Jaume, camí a les Planes de 4 km                     | 42° 11′ 32″ N, 2° 03′ 15″ E / 42.192217°N,2.054169°E | IPA-3696      | Carregueu una nova foto d'aquest monument |
| Cal Pere Xic                                         | BCIL 2007      | Obra popular               | Sant Jaume de Frontanyà                                                                  | 42° 11′ 15″ N, 2° 01′ 25″ E / 42.187487°N,2.023699°E | IPA-36822     | Carregueu una nova foto d'aquest monument |
| Santa Eugènia de Solls                               | BCIL 2007      |                            | Sant Jaume de Frontanyà                                                                  | 42° 12′ 14″ N, 2° 00′ 49″ E / 42.203828°N,2.013672°E | IPA-40165     | Carregueu una nova foto d'aquest monument |
| Masia Santa Eugènia                                  | BCIL 2007      |                            | Sant Jaume de Frontanyà Santa Eugènia de Solls                                           | 42° 12′ 14″ N, 2° 00′ 45″ E / 42.203809°N,2.012461°E | IPA-40166     | Masia Santa Eugènia (Sant Jaume de Frontanyà) · Vegeu més fotos d'aquest monument · Carregueu una nova foto d'aquest monument                 |

## Sant Julià de Cerdanyola
| Monument                                                                            | Protecció | Estil/època        | Localització                                                                    | Coordenades                                          | Codi?    | Imatge |
| ----------------------------------------------------------------------------------- | --------- | ------------------ | ------------------------------------------------------------------------------- | ---------------------------------------------------- | -------- | --- |
| Església de Sant Julià                                                              |           | Obra popular XVIII | Sant Julià de Cerdanyola Ctra. Guardiola - la Pobla de Lillet, pista a mà dreta | 42° 13′ 26″ N, 1° 53′ 36″ E / 42.223836°N,1.893370°E | IPA-3407 | Església de Sant Julià (Sant Julià de Cerdanyola) · Vegeu més fotos d'aquest monument · Carregueu una nova foto d'aquest monument                 |
| Santuari de Santa Maria de les Esposes, o Santuari de la Mare de Déu de les Esposes |           | Obra popular XIX   | Sant Julià de Cerdanyola Al peu de la ctra BV-4021 Guardiola - Sant Julià, km 3 | 42° 13′ 36″ N, 1° 53′ 07″ E / 42.226648°N,1.885202°E | IPA-3423 | Santuari de Santa Maria de les Esposes (Sant Julià de Cerdanyola) · Vegeu més fotos d'aquest monument · Carregueu una nova foto d'aquest monument |

## Santa Maria de Merlès
Vegeu la llista de monuments de Santa Maria de Merlès

## Vallcebre
Vegeu la llista de monuments de Vallcebre

## Vilada
| Monument                                                   | Protecció    | Estil/època                               | Localització                                                           | Coordenades                                          | Codi?         | Imatge |
| ---------------------------------------------------------- | ------------ | ----------------------------------------- | ---------------------------------------------------------------------- | ---------------------------------------------------- | ------------- | --- |
| Castell de Roset                                           | BCIN 1753-MH | Medieval                                  | Vilada Ctra. C-149, km 38 pista a l'esq., torrent de la Font del Sofre | 42° 08′ 54″ N, 1° 54′ 51″ E / 42.148396°N,1.914233°E | RI-51-0005765 | Castell de Roset (Vilada) · Vegeu més fotos d'aquest monument · Carregueu una nova foto d'aquest monument                      |
| Pont d'en Climent                                          |              | Obra popular                              | Vilada Sota Vilada en un antic camí al Monestir de la Portella         | 42° 07′ 51″ N, 1° 56′ 35″ E / 42.130701°N,1.943131°E | IPA-3721      | Pont d'en Climent (Vilada) · Vegeu més fotos d'aquest monument · Carregueu una nova foto d'aquest monument                     |
| Església de Sant Joan                                      |              | Historicisme, barroc XII, XVII-XVIII, XIX | Vilada Pl. de l'Església                                               | 42° 08′ 13″ N, 1° 55′ 42″ E / 42.136896°N,1.928447°E | IPA-3722      | Església de Sant Joan (Vilada) · Vegeu més fotos d'aquest monument · Carregueu una nova foto d'aquest monument                 |
| la Coromina                                                |              | Obra popular XVII-XVIII                   | Vilada Camí de Vilada a Roset                                          | 42° 08′ 08″ N, 1° 55′ 10″ E / 42.135425°N,1.919554°E | IPA-3725      | Carregueu una nova foto d'aquest monument                                                                                      |
| Viladomat                                                  |              | Obra popular XVII-XVIII                   | Vilada Camí de Vilada a Roset                                          | 42° 08′ 29″ N, 1° 54′ 48″ E / 42.141483°N,1.913449°E | IPA-3726      | Carregueu una nova foto d'aquest monument                                                                                      |
| El Massó                                                   |              | Obra popular XVII                         | Vilada Ctra. Vilada-Borredà, km 35                                     | 42° 08′ 49″ N, 1° 55′ 06″ E / 42.147041°N,1.91834°E  | IPA-3727      | Carregueu una nova foto d'aquest monument                                                                                      |
| Roset                                                      |              | Obra popular XVII                         | Vilada Pista a Roset abans d'arribar a Vilada                          | 42° 08′ 56″ N, 1° 55′ 18″ E / 42.148954°N,1.921587°E | IPA-3728      | Carregueu una nova foto d'aquest monument                                                                                      |
| Les Eres de Vilada                                         |              | Obra popular XVII-XVIII                   | Vilada Camí de Vilada a Castell de l'Areny, km 1,5                     | 42° 08′ 35″ N, 1° 56′ 13″ E / 42.143054°N,1.936947°E | IPA-3729      | Carregueu una nova foto d'aquest monument                                                                                      |
| Les Eres de Guardiolans, o de Gardilans                    |              | Obra popular XVII-XVIII                   | Vilada Ctra. C-149 Berga-Vilada, pista al km 34                        | 42° 08′ 39″ N, 1° 57′ 21″ E / 42.144254°N,1.955806°E | IPA-3730      | Carregueu una nova foto d'aquest monument                                                                                      |
| Cal Sant Pere, o el Solet                                  |              | Obra popular XVII-XVIII                   | Vilada Ctra. Vilada-Borredà, km 34 pista a l'esquerra                  | 42° 08′ 27″ N, 1° 57′ 24″ E / 42.140886°N,1.956793°E | IPA-3731      | Carregueu una nova foto d'aquest monument                                                                                      |
| Cal Soler                                                  |              | Obra popular XVII-XVIII                   | Vilada Ctra. Vilada-Borredà, km 34 pista a l'esquerra                  | 42° 08′ 17″ N, 1° 57′ 29″ E / 42.138015°N,1.958038°E | IPA-3732      | Carregueu una nova foto d'aquest monument                                                                                      |
| Molí de la Sala                                            |              | Obra popular XVIII                        | Vilada Ctra. Vilada-Berga, km 24                                       | 42° 07′ 46″ N, 1° 53′ 49″ E / 42.129391°N,1.896814°E | IPA-3733      | Carregueu una nova foto d'aquest monument                                                                                      |
| Molí del Cavaller                                          |              | Obra popular XVII-XVIII                   | Vilada Ctra. Berga-Vilada, pista a la dreta Club Nàutic Vilada         | 42° 07′ 41″ N, 1° 54′ 57″ E / 42.128031°N,1.915836°E | IPA-3734      | Carregueu una nova foto d'aquest monument                                                                                      |
| Molí del Boixader, o de Baix                               |              | Obra popular XVII-XVIII                   | Vilada Camí des de Vilada                                              | 42° 08′ 03″ N, 1° 56′ 06″ E / 42.134183°N,1.935051°E | IPA-3735      | Carregueu una nova foto d'aquest monument                                                                                      |
| Molí de Dalt                                               |              | Obra popular XVII-XVIII                   | Vilada Camí des de Vilada                                              | 42° 08′ 10″ N, 1° 56′ 20″ E / 42.136029°N,1.938831°E | IPA-3736      | Carregueu una nova foto d'aquest monument                                                                                      |
| Molí del Ballestar                                         |              | Obra popular XVII-XVIII                   | Vilada Pista de Vilada a Castell de l'Areny                            | 42° 08′ 39″ N, 1° 56′ 19″ E / 42.144205°N,1.938731°E | IPA-3737      | Carregueu una nova foto d'aquest monument                                                                                      |
| Cal Tatxer                                                 |              | Obra popular XVII-XVIII                   | Vilada Pista de Vilada a Castell de l'Areny                            | 42° 08′ 24″ N, 1° 56′ 22″ E / 42.140031°N,1.939344°E | IPA-3738      | Carregueu una nova foto d'aquest monument                                                                                      |
| Església de Santa Magdalena de Guardiolans, o de Gardilans | BCIL 2010    | Romànic XII                               | Vilada Ctra. Berga-Vilada km 3,4 a l'esq., camí fins prop Cal Santpere | 42° 08′ 14″ N, 1° 57′ 24″ E / 42.137353°N,1.956609°E | IPA-3723      | Carregueu una nova foto d'aquest monument                                                                                      |
| Església de Sant Miquel de les Canals                      |              | Romànic XII                               | Vilada Les Canals de Sant Miquel, pista des del km 38 ctra. C-1411     | 42° 06′ 37″ N, 1° 55′ 15″ E / 42.110381°N,1.920741°E | IPA-3724      | Església de Sant Miquel de les Canals (Vilada) · Vegeu més fotos d'aquest monument · Carregueu una nova foto d'aquest monument |

## Viver i Serrateix
Vegeu la llista de monuments de Viver i Serrateix